# Stephan Merten
Stephan Merten (* 1956) ist ein deutscher Germanist, Sprachwissenschaftler und Sprachdidaktiker.

## Werdegang
Stephan Merten studierte Germanistik, Geographie und Philosophie für das Lehramt der Sekundarstufen I und II an der Bergischen Universität Wuppertal. Nach Lehrtätigkeit an unterschiedlichen Schulen und Bildungseinrichtungen wurde er Wissenschaftlicher Assistent an der Bergischen Universität Wuppertal am Lehrstuhl für Germanistik: Didaktik der deutschen Sprache und Literatur bei Bernhard Weisgerber. 1988 wurde er promoviert und er habilitierte sich 1994. In den folgenden Jahren vertrat er Professuren an den Universitäten Koblenz-Landau, Campus Koblenz (seit 2023 Universität Koblenz), der Universität Bielefeld sowie an der Universität Leipzig. 2001 wurde er auf die Professur für Didaktik des Deutschunterrichts: Schwerpunkt Sprachdidaktik an die Universität Koblenz-Landau, Campus Landau (seit 2023 Rheinland-Pfälzische Technische Universität Kaiserslautern-Landau, RPTU) berufen. Dort forschte und lehrte er bis zu seiner Pensionierung 2022. Neben seinen sprach- und kulturorientierten Arbeiten liegt einer seiner Forschungsschwerpunkte in der Wortschatzdidaktik.

## Publikationen (Auswahl)
- Der Zusammenhang von sprachlicher und sozialer Integration – dargestellt am Beispiel von Vietnamflüchtlingen in der Bundesrepublik Deutschland. Frankfurt/M. u. a.: Lang, 1988. ISBN 3-631-40449-2
- Fremdsprachenerwerb als Element interkultureller Bildung. Eine Studie zur Versprachlichung der Grunddaseinsfunktionen des Menschen im Hinblick auf deren Thematisierungsmöglichkeiten im Unterricht in Deutsch als Fremdsprache. Frankfurt/M. u. a.: Lang, 1995. ISBN 3-631-48723-1
- Perspektiven empirischer Sprachdidaktik, hrsg. mit Katharina Kuhs. Trier: WVT, 2012. ISBN 978-3-86821-413-0
- Arbeiten am Wortschatz: Sprache und Sprachgebrauch untersuchen, hrsg. mit Katharina Kuhs. Trier: WVT, 2015. ISBN 978-3-86821-619-6
- Arbeiten am Wortschatz: Sprechen und Zuhören, hrsg. mit Katharina Kuhs. Trier: WVT, 2017. ISBN 978-3-86821-710-0
- Arbeiten am Wortschatz: Schreiben, hrsg. mit Katharina Kuhs. Trier: WVT, 2019. ISBN 978-3-86821-793-3[2]
- Arbeiten am Wortschatz: Lesen – mit Texten und Medien umgehen, hrsg. mit Katharina Kuhs. Trier: WVT, 2021. ISBN 978-3-86821-906-7

## Herausgeberschaft
- LSKK – Landauer Schriften zur Kommunikations- und Kulturwissenschaft, hrsg. mit Gerhard Fieguth u. a. Landau: KnechtVerlag (2003–2007).
- KOLA – Koblenz-Landauer Studien zu Geistes-, Kultur- und Bildungswissenschaften, hrsg. mit Lothar Bluhm u. a. Trier: WVT (2007ff.).[3]